# Тобі Стівенс
Тобі Стівенс (англ. Toby Stephens; нар. 21 квітня 1969, Лондон) — англійський актор, який здобув популярність завдяки ролі Густава Грейвза у фільмі «Помри, але не зараз» і капітана Флінта в серіалі «Чорні вітрила».

## Біографія
Тобі Стівенс народився в Лондоні, в сім'ї знаменитих британських акторів Меггі Сміт і Роберта Стівенса. У нього є старший брат Кріс Ларкін, теж актор, але менш відомий.
Навчався в підготовчій школі в Елдро, недалеко від Шеклфорд, графство Суррей, потім в Сіфордском коледжі, Західний Суссекс. Навчався в Лондонській академії музичних і драматичних мистецтв. Кінокар'єра Стівенса почалася з ролі Отелло в фільмі «Орландо» в 1992 році. Потім він регулярно з'являвся в різних телевізійних проектах, а також на театральній сцені.
Сьогодні він не такий популярний за кордоном, як англійці на кшталт Коліна Ферта або Г'ю Гранта, але у себе на батьківщині він улюбленець глядачів.
Стівенс — улюблений актор BBC, він з'являється в багатьох серіалах компанії. Найбільш відомі з них — «Шпигуни з Кембриджу» про знамениту Кембриджську п'ятірку і «Джейн Ейр» (2006), екранізації однойменного роману Шарлотти Бронте.

## Особисте життя
Стівенс одружений з новозеландською актрисою Ганною-Луїз Плауман з 2001 року. У травні 2007 року у них народився первісток, син Елі Алістер. Друга дитина подружжя, дочка Талула, народилася в травні 2009 року, а у вересні 2010 року з'явився на світ їх третя дитина — дочка Кура.

## Фільмографія
| Рік       |     | Українська назва                          | Оригінальна назва                           | Роль                                     |
| --------- | --- | ----------------------------------------- | ------------------------------------------- | ---------------------------------------- |
| 1992      | с   | Ромашкова галявина                        | The Camomile Lawn                           | Олівер                                   |
| 1992      | ф   | Орландо                                   | Orlando                                     | Отелло                                   |
| 1996      | ф   | Дванадцята ніч                            | Twelfth Night: Or What You Will             | герцог Орсіні                            |
| 1996      | с   | Незнайомка з Вілдфел-Холу                 | The Tenant of Wildfell Hall                 | Гілберт Маркхем                          |
| 1997      | ф   | З феями - краще не жартувати              | Photographing Faires                        | Чарльз Кастл                             |
| 1998      | ф   | Кузина Бетта                              | Cousin Bette                                | Вікторен Юло                             |
| 1999      | ф   |                                           | Sunset Heights                              | Люк Бредлі                               |
| 1999      | ф   | Онєгін                                    | Onegin                                      | Володимир Ленський                       |
| 2000      | ф   |                                           | The Announcement                            | Росс                                     |
| 2000      | тф  | Великий Гетсбі                            | The Great Gatsby                            | Джей Гетсбі                              |
| 2000      | ф   | Космічні ковбої                           | Space Cowboys                               | юний Френк                               |
| 2001      | с   | Ідеальні незнайомці                       | Perfect Strangers                           | Чарльз                                   |
| 2002      | ф   | Одержимість                               | Possession                                  | Фергюс Вульф                             |
| 2002      | с   | Наполеон                                  | Napoléon                                    | Олександр I                              |
| 2002      | ф   | Помри, але не зараз                       | Die Another Day                             | Густав Грейвз                            |
| 2003      | с   | Шпигуни з Кембриджу                       | Cambridge Spies                             | Кім Філбі                                |
| 2003      | с   | Пуаро Агати Крісті: П'ять поросят         | Agatha Christie's Poirot: Five Little Pigs  | Філіп Блейк                              |
| 2004      | мф  | Теркель і халепа                          | Terkel i knibe                              | Джастін (голос)                          |
| 2004      | ф   | Лондон                                    | London                                      | Казанова                                 |
| 2005      | мф  | Сон в літню ніч                           | El sueño de una noche de San Juan           | Деметрій (голос)                         |
| 2005      | ф   | Повстання                                 | The Rising: Ballad of Mangal Pandey         | капітан Вільям Гордон                    |
| 2005      | с   | Воскрешаючи мертвих                       | Waking the Dead                             | доктор Нік Хендерсон                     |
| 2005      | ф   | Сестра королеви                           | The Queen's Sister                          | Ентоні Армстронг Джонс, 1-й граф Сноудон |
| 2006      | ф   | Найкраща людина                           | The Best Man                                | Пітер Тремейн                            |
| 2006      | ф   | Випробування королівського стрільця Шарпа | Sharpe's Challenge                          | Додд                                     |
| 2006      | ф   | Темні кути                                | Dark Corners                                | доктор Вудлей                            |
| 2006      | док |                                           | Revealed                                    | оповідач                                 |
| 2006      | ф   | Ізоляція                                  | Severance                                   | Харріс                                   |
| 2006      | с   | Джейн Ейр                                 | Jane Eyre                                   | Едвард Рочестер                          |
| 2007      | с   |                                           | The Wild West                               | Джордж Армстронг Кастер                  |
| 2007      | кф  |                                           | One Day                                     | містер Букель                            |
| 2008      | с   |                                           | Wired                                       | Кроуфорд Хілл                            |
| 2009      | с   | Робін Гуд                                 | Robin Hood                                  | принц Джон                               |
| 2010      | с   | Удар у відповідь                          | Strike Back                                 | Френк Арлінгтон                          |
| 2010      | ф   | Міс Марпл Агати Крісті: Блакитна герань   | Agatha Christie's Marple: The Blue Geranium | Джордж Прічард                           |
| 2010      | кф  |                                           | The Lost Explorer                           | Джералд Пікер-Сміт                       |
| 2011      | с   | Закон і порядок: Лондон                   | Law & Order: UK                             | доктор Мартін Міддлбрук                  |
| 2012      | ф   |                                           | All Things to All Men                       | Райлі                                    |
| 2012      | с   | Льюіс                                     | Lewis                                       | Девід Коннеллі                           |
| 2012      | с   |                                           | Mystery!                                    |                                          |
| 2010—2012 | с   | Задираки                                  | Vexed                                       | Детектив Джек Армстронг                  |
| 2012      | ф   |                                           | Theatre of Dreams                           | доктор Фаркуа                            |
| 2012      | вг  |                                           | 007 Legends                                 | Густав Грейвз (голос)                    |
| 2013      | ф   | Машина                                    | The Machine                                 | Вінсент                                  |
| 2014—2017 | с   | Чорні вітрила                             | Black Sails                                 | Капітан Флінт                            |
| 2015      | с   | І не лишилось жодного                     | And Then There Were None                    | доктор Едвард Армстронг                  |
| 2016      | ф   | 13 годин: Таємні воїни Бенгазі            | 13 Hours: The Secret Soldiers of Benghazi   | Глен «Баб» Доерті                        |
| 2018      | ф   | Хантер-Кіллер                             | Hunter Killer                               | лейтенант Білл Бімен                     |
| 2018      | с   | Загублені у космосі                       | Lost in Space                               | Джон Робінсон                            |